# Al-Mansuriya
Al-Mansuriya ou Mansuriyya (arabe : المنصوريه) est une ancienne cité située près de Kairouan en Tunisie. Elle est pendant un siècle la capitale du califat des Fatimides durant le règne des califes Al-Mansur (946-953) et Al-Muʿizz li-Dīn Allāh (953-975).
Bâtie entre 946 et 972, al-Mansuriya est une cité fortifiée abritant des palais entourés de jardins, de bassins artificiels et de canaux. Pour une courte période, elle est le centre d'un État puissant s'étendant sur la plus grande partie de l'Afrique du Nord et la Sicile. Elle continue de servir de capitale provinciale aux Zirides jusqu'en 1057, date à laquelle elle est détruite par l'invasion des tribus hilaliennes. Tout objet utile ou relique y est pillé durant les siècles qui suivent. De nos jours ne subsistent que de faibles traces.

## Contexte

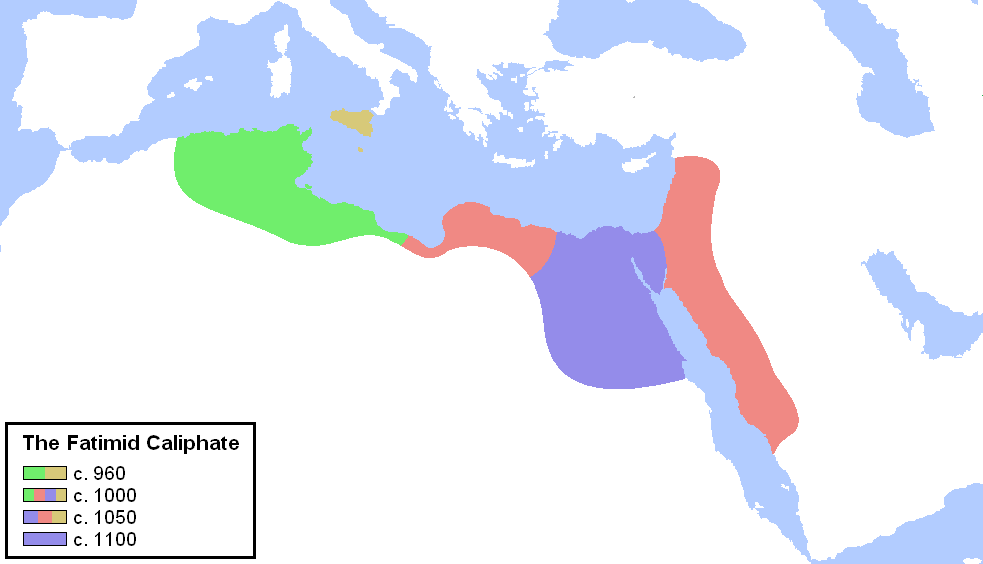
Extensions successives du califat fatimide.

Le califat fatimide trouve son origine dans un mouvement chiite ismaélien lancé en Syrie par Ahmad al-Wafî. Il dit descendre, par Ismaïl ben Jafar, septième imam chiite, de la fille du prophète de l'islam Mahomet, Fatima Zahra, qui donne son nom à la dynastie fatimide. En 899, Ubayd Allah al-Mahdi devient le leader du mouvement. Il fuit ses ennemis pour Sijilmassa au Maroc, où il fait acte de prosélytisme sous l'apparence d'un marchand. Al-Mahdi est soutenu par un noble appelé Abu Abd Allah ach-Chi'i, qui organise un soulèvement berbère qui renverse la dynastie des Aghlabides, et invite ensuite al-Mahdi à assumer la position d'imam et de calife.
Une nouvelle capitale est établie à Mahdia. Le califat fatimide s'étend pour inclure la Sicile et couvrir l'Afrique du Nord, de l'océan Atlantique à la Libye actuelle. Le troisième calife fatimide en Ifriqiya est Al-Mansur, un leader chiite ismaélien. Il est investi comme imam le 12 avril 946 à Mahdia, cinq semaines avant que son père ne meure dans une grande souffrance. Il prend le nom d'al-Mansur, « le vainqueur ». À ce moment-là, Mahdia est assiégée par le rebelle kharidjite Abu Yazid. Al-Mansur lance sa campagne contre Abu Yazid et, en août 946, prend l'avantage dans la bataille pour le contrôle de Kairouan. Après sa victoire, il décide de fonder une nouvelle capitale sur le site de son camp lors de la bataille, juste au sud de Kairouan. Il en dresse le plan immédiatement après la bataille, en 946, bien qu'il faut attendre encore un an de batailles avant que Abu Yazid ne soit finalement vaincu.

## Construction

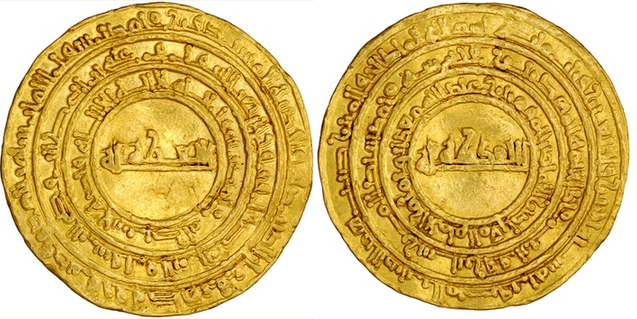
Dinar de l'époque 953-954,portant le nom du calife fatimide Muʿizz li-Dīn Allāh.

Al-Mansuriya est localisée à moins de deux kilomètres au sud de Kairouan et remplace Mahdia comme capitale du califat. Al-Mansur s'installe dans la nouvelle cité le 29 Joumada ath-thania 336 du calendrier musulman, soit le 15 janvier 948. Les rebelles kharidjites ayant détruit la cité aghlabide de Raqqada, les matériaux de construction y sont récupérés.
La nouvelle cité couvre une surface d'environ cent hectares. Son plan est circulaire, comme l'était originellement Bagdad, ce choix ayant pu être conçu comme un défi lancé au califat abbasside sunnite de Bagdad. Les murailles mesurent douze coudées, soit environ 18 pieds de large, et sont réalisées en briques cuites jointes avec un mortier de chaux. L'espace entre les murailles et les bâtiments à l'intérieur équivaut à la largeur d'une autoroute.
La cité abrite une grande mosquée. Le palais du calife est situé près du centre de la cité, qui abrite d'autres palais utilisés à des fins cérémonielles, diplomatiques et administratives. Le principal palais, appelé Sabra (« courage »), couvre une superficie de 44 hectares. L'historien Ibn Hammad a décrit le palais comme de hautes et splendides bâtisses entourées de jardins et d'eau, démontrant ainsi la richesse et la puissance du calife. Leurs noms donnent une idée de la nature des bâtiments : camphre, diadème, parfum et argent.
Al-Mansuriya est complétée sous le règne d'Al-Muʿizz li-Dīn Allāh, qui assure l'approvisionnement en eau avec la construction d'un aqueduc. Ce dernier, long de 36 kilomètres, est basé sur une structure similaire édifiée par les Aghlabides. Al-Muizz construit un nouveau canal sur l'aqueduc et ajoute une extension longue de neuf kilomètres pour amener l'eau à al-Mansuriya. Al-Muizz bâtit également une grande salle dont les colonnes massives, mesurant plus d'un mètre de diamètre, sont ramenées de Sousse, distante d'un jour de marche. La construction de la cité n'est pas complétée avant 972, un an avant qu'al-Muizz ne parte pour l'Égypte.

## Occupation

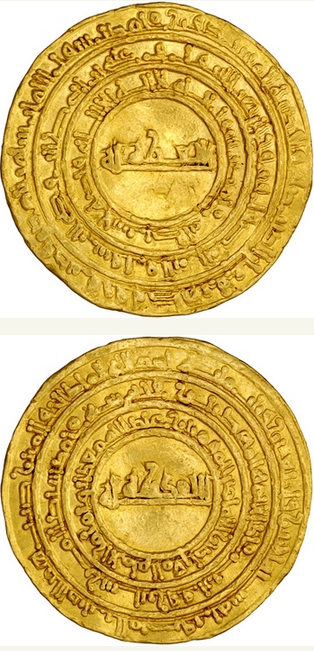
Dinar frappé à al-Mansuriya en 953-954.

La cité est d'abord une résidence royale : elle abrite palais et jardins, une ménagerie avec des lions, des casernes et les écuries royales. Al-Mansur fait venir 14 000 familles de la tribu Kutama dans la cité et y installe un souk.
Toutefois, selon Ibn Muhadhdhab, « al-Muizz commanda aux marchands de Kairouan de venir à leurs magasins et ateliers à al-Mansuriya le matin, et de rentrer auprès de leurs familles dans la soirée ». Des péages se montant à 26 000 dirhams d'argent sont collectés quotidiennement sur les biens entrant dans la cité par les quatre portes.
À son apogée, al-Mansuriya est la capitale d'un État qui couvre l'Afrique du Nord, du Maroc à la Libye, ainsi que la Sicile, bien qu'il doit se protéger des attaques de l'Empire byzantin et du roi Otton Ier du Saint-Empire, tous deux actifs dans le sud de l'Italie. En 957, une ambassade byzantine apporte le tribut à l'empereur pour son occupation de la Calabre, avec des vases d'or et d'argent ornés de bijoux, des soieries, des brocarts et autres objets de valeur. En Italie, Al-Muizz planifie l'invasion de l'Égypte, dont la conquête ferait des Fatimides les rivaux des Abbassides de Bagdad,.
Le général fatimide Jawhar conquiert l'Égypte en 969. Il y construit une nouvelle cité palatiale, près de Fostat, qu'il appelle aussi al-Mansuriya. Lorsque le calife y arrive en 973, son nom est changé en al-Qahira (Le Caire). La nouvelle cité dispose d'un plan rectangulaire au lieu de rond. Les deux cités du même nom ont des mosquées baptisées al-Azhar, d'après la fille de Mahomet, Fatima Zahra, et toutes deux possèdent des portes dénommées Bab al-Futuh et Bab Zuwaila. Elles ont deux palais, pour le calife et son héritier, disposé à l'opposé l'un de l'autre.
Après le départ des califes fatimides pour l'Égypte, al-Mansuriya reste la capitale des Zirides, qui deviennent les dirigeants locaux, pour les 85 prochaines années. Le dirigeant ziride Al-Mansur ben Bologhin se fait construire un palais dans la cité. On y rapporte le mariage somptueux en 1022-1023 de son petit-fils, le jeune Al-Muizz ben Badis : des pavillons sont aménagés à l'extérieur de la cité, une large gamme de textiles et de produits manufacturés est affichée et de la musique diffusée par un grand nombre d'instruments. Al-Muizz ben Badis, qui dirige l'Ifriqiya sous les Fatimides, de 1015 à 1062, reconstruit les murailles de Kairouan et ajoute deux murailles de chaque côté de la route reliant Kairouan à al-Mansuriya pour assurer un contrôle total sur le commerce transitant par les deux villes. Il ordonne également le transfert vers al-Mansuriya de l'artisanat et du commerce kairouanais.

## Destruction
La cité fait face à des attaques de nomades arabes des tribus hilaliennes. En 1057, les Zirides l'abandonne pour Mahdia, marquant ainsi la fin de son occupation. Les matériaux de construction sont par la suite réutilisés par les habitants de Kairouan.
En 2009, le site est un terrain vague, traversé par de nombreux fossés et entouré par de modestes maisons. Tout ce qui peut être réutilisé pour la construction ou à d'autres fins a disparu au fil des siècles. Les pierres, briques, verres et métaux ont tous été retirés et bien peu a survécu, sauf des fragments de stuc inutilisables.

## Archéologie
Des relevés aériens du site ont confirmé qu'il existait une très grande enceinte artificielle, à peu près de forme circulaire, dans laquelle subsistent les traces de plusieurs bassins circulaires et rectangulaires. Ils peuvent être identifiés avec les bassins artificiels décrits par le poète de cour Ali al-Iyadi et qui entouraient le palais. Les fondations sont révélées grâce à des fouilles archéologiques. Des traces de colonnes de la grande salle sont encore visibles, tout comme certaines parties du canal.
Les premières excavations du site ont lieu en 1921 grâce à Georges Marçais. Dans les années 1950, Slimane Mostafa Zbiss mène une fouille plus approfondie du palais situé dans le quadrant sud-est de la ville. Une équipe franco-tunisienne mise sur pied en 1972 et des fouilles réalisées autour du même palais jusqu'en 1982. Toutefois, peu de résultats sont publiés à partir de ces fouilles, ni aucun enregistrement des localisations stratigraphiques des fragments de stuc découverts.
Une autre campagne est entreprise entre 2003 et 2008, avec un effort accru pour placer les fragments de stuc. On trouve des preuves de plusieurs phases d'occupation avec différents styles de décoration, y compris des motifs de fleurs et de feuilles, des motifs géométriques, des animaux et figures humaines et de l'épigraphie. Quelques décorations ressemblent à du travail préislamique, tandis que d'autres sont communs à d'autres sites islamiques.
En revanche, il y a moins de preuves d'échanges culturels avec l'Égypte que l'on pouvait s'y attendre, tandis que les restes montrent une quantité surprenante de contact avec Al-Andalus, malgré les hostilités continues entre Fatimides et Omeyyades.